# District de Pudukkottai
Le district de Pudukkottai est un district de l'État du Tamil Nadu, dans le sud de l'Inde. Il correspond au territoire du royaume de Pudukkottai, autrefois Puducottah, une ancienne vassalité du Royaume de Ramnad (l'actuel district de Ramanathapuram) et État princier sous l'Inde britannique.

## Géographie
Sa capitale est Pudukkottai.
La superficie du district est de 4 644 km2. En 2011, il comptait 1 618 345 habitants. Il est avoisiné au nord par les districts de Tiruchirappalli et de Thanjavur, au sud par les districts de Sivagangai et de Ramanathapuram.